# Nicolas de Veres
Nicolas de Veres, ou Nicolas de Vères ou encore Nicolas de Verres, est un ecclésiastique catholique français, évêque de Chalon-sur-Saône du 12 mai 1374 à sa mort le 8 novembre 1386. 
Il est d'abord notaire apostolique et impérial, secrétaire et commensal du pape Clément VI avant de passer au service du roi de France Charles V le Sage. Il cumule de nombreux bénéfices ecclésiastiques puis est nommé évêque de Chalon-sur-Saône. Il organise plusieurs fondations pieuses. Il échoue à devenir archevêque de Sens. Son tombeau dans la cathédrale Saint-Vincent de Chalon-sur-Saône est détruit au XVIe siècle.

## Biographie
Nicolas de Veres ou de Vères,, ou de Verres (en latin Nicholaus de Veris) est né à Pont-sur-Yonne, dans une famille modeste, qui n'est pas noble,. Parmi ses ancêtres on trouve un Jean de Veris cuisinier de l'archevêque de Sens Étienne Becquart (1292-1309). Un autre Jean de Veris, peut-être fils du premier, est bachelier en théologie. Nicolas n'a pas fait d'études poussées.

### À la cour pontificale d'Avignon
Nicolas de Veres est cité pour la première fois en 1344. Il est alors notaire apostolique et impérial, secrétaire et commensal du pape Clément VI,,. Il a sans doute noué des liens avec le futur Clément VI quand celui-ci, sous son nom de Pierre Roger, est archevêque de Sens, de novembre 1329 à décembre 1330.
il reçoit de nombreux bénéfices. Il est curé de Coulanges-la-Vineuse, bénéfice qu'il obtient grâce au pape et qu'il résigne en 1348. En juin 1348, il reçoit la cure de Sergines,, proche de son village natal. L'année suivante, il devient titulaire de la cure de Saint-Vivien,, l'une des plus riches du diocèse de Rouen. Il conserve cette cure plusieurs années, au moins jusqu'en 1354. 
En plus des cures, il cumule les prébendes. Il est chanoine de Notre-Dame de Paris dès 1344,. En 1349, il reçoit du pape une prébende à la cathédrale de Lisieux et une demie prébende à la cathédrale de Sens. En 1350, le pape lui donne deux autres prébendes à la cathédrale d'Auxerre et à la cathédrale de Rouen,. Le canonicat de Rouen vaut le double de celui de Lisieux. La même année, on le voit renoncer à un canonicat de la collégiale Sainte-Croix de Bray-sur-Seine,.
Vers 1350, alors qu'il est sans doute encore jeune, il a donc au moins une belle cure et quatre prébendes et demie. Il ne réside ni dans ses cures ni dans ses prébendes mais à Avignon, qu'il quitte sans doute à la mort de Clément VI, en 1352. Il entre alors au service du roi de France Jean II le Bon puis du dauphin Charles, également duc de Normandie, comme notaire et secrétaire.

### Au service de Jean le Bon puis de Charles V
Ce passage d'une cour à l'autre est peut-être facilité par ses liens avec la famille de Melun-Tancarville. Comme eux, Nicolas de Veres a des intérêts dans le diocèse de Sens et en Normandie. En 1353, à la demande du pape Innocent VI, l'archevêque de Sens Guillaume de Melun lui donne la sénéchaussée de Sens,, charge de peu de valeur. Nicolas de Veres est le seul notaire français qui appose sa signature sur le traité de Brétigny le 10 mai 1360,, préparé principalement par Jean II de Melun et son frère Guillaume. En 1362, Nicolas de Veres se dit clerc du roi, notaire et secrétaire du duc de Normandie. En avril 1364, il apparaît comme secrétaire de Charles V le Sage et signe de nombreux actes en son nom,.
Il continue à accumuler les bénéfices. À Rouen et à Paris, il échange ses prébendes contre d'autres plus lucratives,. Il est archidiacre de Valenciennes dans le diocèse de Cambrai,. En mai 1368, il cède cet archidiaconé au cardinal Pierre Roger (futur pape Grégoire XI) en échange d'une prébende à Chartres et de l'archidiaconé de Blois,. Il est également chanoine et prévôt de la collégiale de Béthune et abbé séculier de la collégiale de Corbeil. En 1372, il devient archidiacre de Sens,,. Ses bénéfices progressent beaucoup : il passe de simples prébendes à des dignités à la tête de plusieurs chapitres, avec la responsabilité, au moins théorique, de territoires étendus.
Dans les années 1370, Nicolas de Veres est aussi chapelain du pape Grégoire XI,, avec qui il entretient des liens personnels. Il joue un rôle d'intermédiaire entre le pape et le roi.

### Évêque de Chalon-sur-Saône

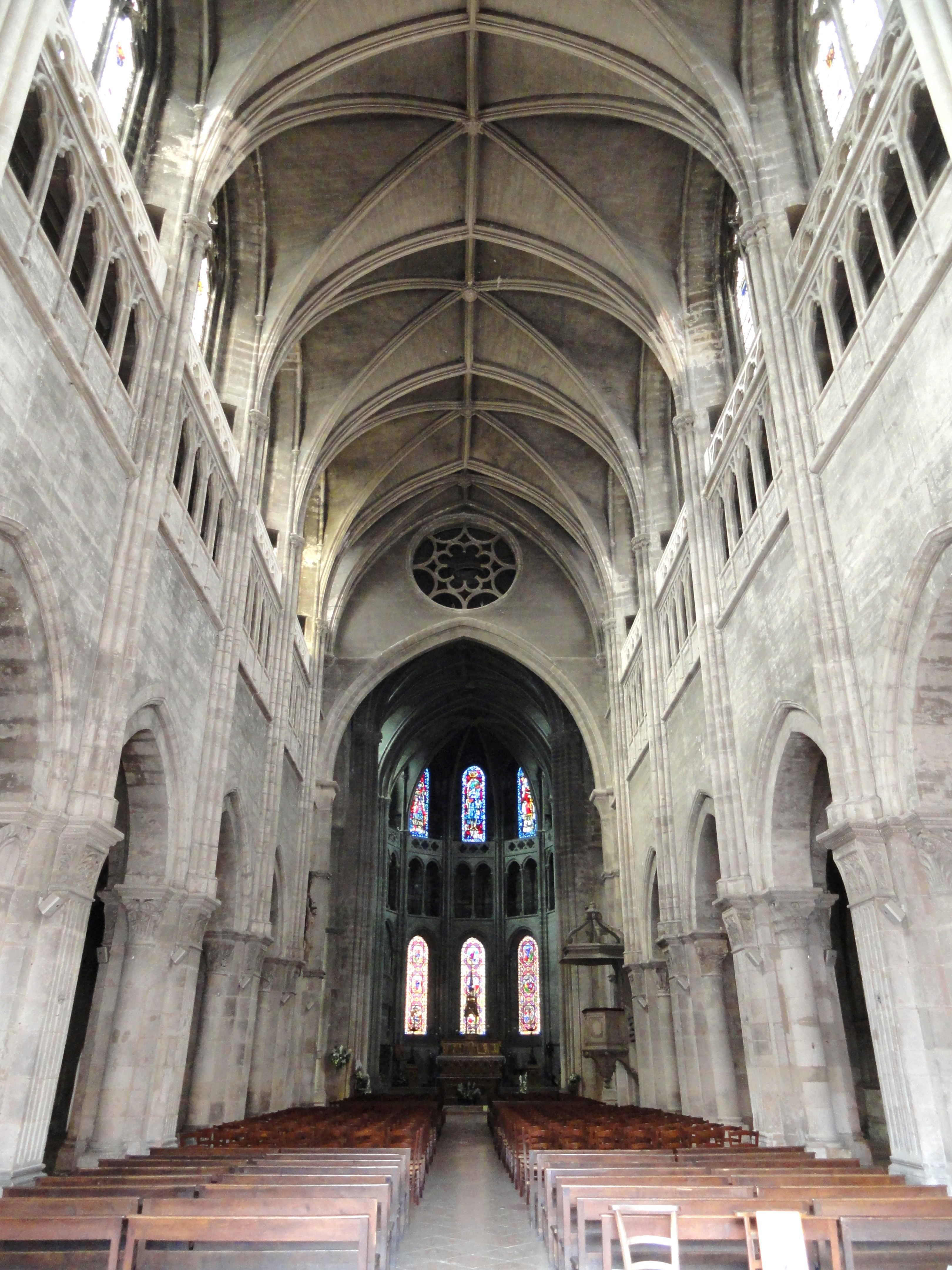
Nef de la cathédrale Saint-Vincent de Chalon-sur-Saône.

Le 12 mai 1374, Nicolas de Veres devient évêque de Chalon-sur-Saône,,. Il atteint le sommet de sa carrière. C'est le pape Grégoire XI qui le fait accéder à l'épiscopat, à la suite du transfert de l'évêque de Chalon-sur-Saône précédent, Geoffroy de Salagny, sur le siège de Bayeux le 14 avril 1374. Ce délai d'un mois montre que la nomination de Nicolas de Veres n'est pas préparée à l'avance et qu'elle doit être le résultat de tractations qui nous échappent. 
Le nouvel évêque fait son entrée officielle dans Chalon-sur-Saône le 17 décembre 1374,,. Il semble qu'ensuite il réside régulièrement dans son diocèse. Il règle par la négociation certains conflits. En septembre 1377, les droits du duc de Bourgogne et ceux de l'évêque de Chalon dans la ville de Chalon sont précisés dans un acte où s'engagent Nicolas de Veres et Marguerite III de Flandre au nom de son époux Philippe le Hardi,,. En 1381, il transige avec le conseiller au Parlement Philibert Paillart à propos d'un fief sur lequel l'évêque à des droits. L'année suivante, il fait de même avec le prieur de l'abbaye Saint-Marcel-lès-Chalon.
Il poursuit la construction de la cathédrale Saint-Vincent de Chalon, dont deux voûtes du chœur portent ses armes. Le plus ancien bréviaire du diocèse de Chalon est un manuscrit qui date probablement de l'épiscopat de Nicolas de Veres, qui y est mentionné.
Malgré ses liens privilégiés avec la cour pontificale, Nicolas de Veres ne devient pas archevêque, ses trois tentatives dans ce sens étant des échecs. En 1376, à la mort de Guillaume de Melun, c'est Adhémar Robert, neveu d'un cardinal et dont la carrière épiscopale est plus développée, qui devient archevêque de Sens. Au début de l'année 1385, après la mort de l'archevêque Adhémar Robert le 25 janvier, le chapitre de Sens élit archevêque Nicolas de Veres. Mais le pape nomme sur le même siège Gonthier de Baignaux le 8 février. C'est probablement la rapidité de cette nomination, seulement deux semaines après la mort de l'archevêque précédent, qui explique l'échec de Nicolas de Veres. En effet, Gonthier de Baignaux n'est pas un personnage plus prestigieux que lui ou plus impliqué dans le diocèse de Sens. Enfin, à la mort de Gonthier de Baignaux, la même année 1385, le chapitre choisit de nouveau Nicolas de  Veres, mais ce dernier ne peut soutenir la comparaison avec le candidat finalement désigné par le pape, Guy de Roye, issu d'une grande famille et déjà archevêque de Tours.

### Fondations pieuses

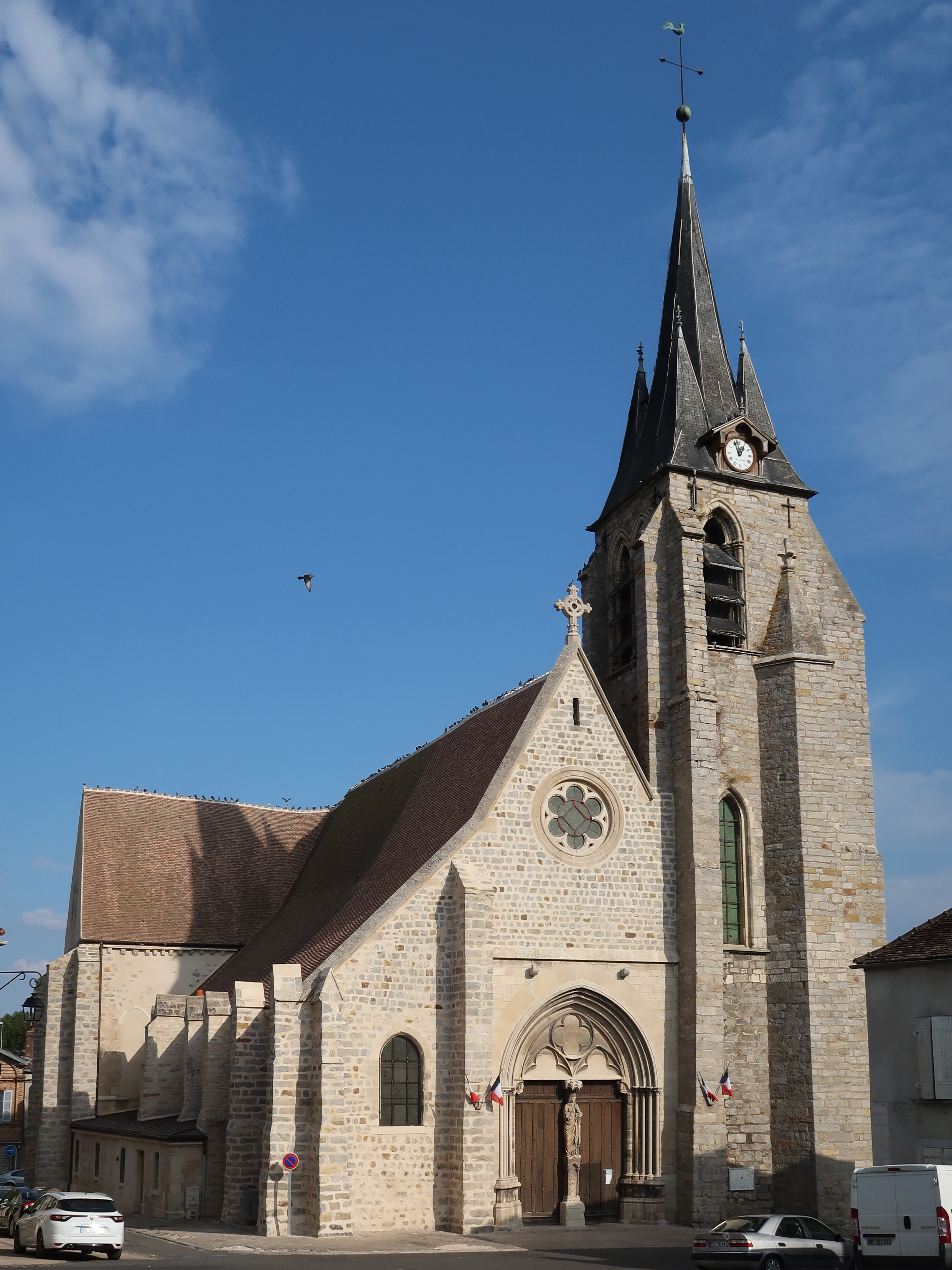
Église Notre-Dame de Pont-sur-Yonne.

Nicolas de Veres crée des fondations pieuses dès que ses moyens financiers et ses relations les rendent possibles. Il commence à le faire dès les années 1360. Ainsi, le 20 avril 1362, il achète la seigneurie des villages de Mez-l'Abbesse et de Domats à Robert de Villebéon et en fait don deux ans plus tard à la chartreuse Notre-Dame de Valprofonde à Béon, pour le salut de son âme et celui de ses parents et afin de faire construire un autel dans ce monastère. La seconde fondation pieuse de Nicolas de Veres concerne le chapitre de la cathédrale de Sens, à qui il donne le 16 juin 1371 un domaine situé à Thoury-Ferottes et des maisons à Épisy pour une messe perpétuelle quotidienne à célébrer en la cathédrale. 
Dans les années 1370, il fonde une chapellenie dans l'église Notre-Dame de Pont-sur-Yonne,, son village natal. Pour en garantir les revenus, il lui cède différents biens, à Pont-sur-Yonne et dans les paroisses voisines de Gisy et de Champigny. Le 3 juin 1382, il fonde une messe quotidienne perpétuelle dans la cathédrale de Chalon, chantée par un chœur d'enfants,. Le préambule de l'acte affirme que cette œuvre n'a pas pour but son prestige personnel mais la volonté de rendre grâce et louange à Dieu. Le financement est assuré par les revenus de maisons dans la ville de Chalon. Au total, Nicolas de Veres a donc financé quatre messes perpétuelles.

### Tombeau
Nicolas de Veres meurt évêque de Chalon le 8 novembre 1386,,,. Il est enterré dans la cathédrale de Chalon où il s'est fait construire un tombeau,. Il est le premier évêque de Chalon à se faire inhumer dans cette cathédrale. En effet, en 1375, il a demandé et obtenu du pape Grégoire XI l'autorisation d'enterrer dans la cathédrale,,, alors que l'inhumation est encore interdite dans Chalon-sur-Saône intra muros, ce qui constitue un cas tardif de prohibition que Nicolas de Veres ne comprend pas. Pour lui, évêques et chanoines doivent pouvoir reposer dans leur cathédrale. Les inhumations vont ensuite s'y multiplier,. 
Son gisant est installé contre la muraille de l’abside du collatéral gauche. En 1562, les cinq gisants épiscopaux de la cathédrale de Chalon, dont celui de Nicolas de Veres, sont détruits ou très endommagés par des huguenots,. Ces tombes n'existent plus aujourd'hui,.